# Saison 2007-2008 de l'USM Blida
Maillots
Chronologie
Saison précédente Saison suivante
La saison 2007-2008 de l'Union sportive de la médina de Blida est la 21e saison du club en première division du championnat d'Algérie. Le club prend part au championnat d'Algérie et à la Coupe d'Algérie.
Le championnat d'Algérie débute le août 2007, avec la première journée de Division 1, pour se terminer le juin 2008 avec la dernière journée de cette même compétition.

## Compétitions

### Championnat

#### Rencontres
| Date                 | J           | Adversaire            | Lieu                                 | Résultat | Buteurs pour l'USMB                       | Entraîneur          | Références |
| MATCHS ALLER         |             |                       |                                      |          |                                           |                     |            |
| 23 août 2007         | 1er journée | MC Alger              | Blida - Stade Mustapha-Tchaker       | 2-3      | Chahloul (26'), Endzanga (82')            | Zane, Zouani, Bacha | Rapport    |
| 30 août 2007         | 2e journée  | AS Khroub             | Blida - Stade Mustapha Tchaker       | 1-0      | Rebih (45')                               | Zane, Zouani, Bacha | Rapport    |
| 6 septembre 2007     | 3e journée  | ASO Chlef             | Chlef - Stade Boumezrag              | 1-0      | -                                         | Zane                | Rapoort    |
| 10 septembre 2007    | 4e journée  | ES Sétif              | Blida - Stade Mustapha Tchaker       | 2-0      | Chehloul (4'), Endzanga (8')              | Zane                | Rapport    |
| 20 septembre 2007    | 5e journée  | NA Hussein Dey        | Alger - Stade Zioui                  | 1-1      | Rebih (44')                               | Zane                | Rapport    |
| 27 septembre 2007    | 6e journée  | CR Belouizdad         | Blida - Stade Mustapha-Tchaker       | 0-1      | -                                         | Zane                | Rapport    |
| 18 octobre 2007      | 7e journée  | JS Kabylie            | Tizi Ouzou - Stade du 1er-Novembre   | 2-2      | Zemmouchi (38’), Chellali (90’)           | Zane                | Rapport    |
| 3 décembre 2007* (R) | 8e journée  | USM Alger             | Blida - Stade Mustapha-Tchaker       | 3-2      | Meftah (22' c.s.c), Chehloul (38', 62')   | Ifticène            | Rapport    |
| 29 octobre 2007      | 9e journée  | MC Saïda              | Saïda - Stade 13-Avril-58            | 2-0      | -                                         | Zane                | Rapport    |
| 9 novembre 2007      | 10e journée | USM Annaba            | Blida - Stade Mustapha-Tchaker       | 1-2      | Chehloul (32’)                            | Zane                | Rapport    |
| 16 novembre 2007     | 11e journée | OMR El Anasser        | Alger - Stade du 20-Août             | 1-0      | -                                         | Zane                | Rapport    |
| 23 novembre 2007     | 12e journée | JSM Béjaia            | Blida - Stade Mustapha-Tchaker       | 1-1      | Chehloul (42')                            | Zane                | Rapport    |
| 7 décembre 2007      | 13e journée | CA Bordj Bou Arreridj | BBA - Stade du 20-Août               | 2-1      | Belaoued (12')                            | Ifticène            | Rapport    |
| 13 décembre 2007     | 14e journée | MC Oran               | Blida - Stade Mustapha-Tchaker       | 2-0      | Chellali (60’), Chehloul (90’)            | Ifticène            | Rapport    |
| 24 décembre 2007     | 15e journée | WA Tlemcen            | Tlemcen - Stade des 3 Frères-Zerga   | 1-2      | Rebih (50’), Endzanga (89’)               | Ifticène            | Rapport    |
| MATCHS RETOUR        |             |                       |                                      |          |                                           |                     |            |
| 14 janvier 2008      | 16e journée | MC Alger              | Alger - Stade du 5-Juillet           | 1-1      | Behilil (44’)                             | Ifticène            | Rapport    |
| 18 janvier 2008      | 17e journée | AS Khroub             | Khroub - Stade Abed Hamdan           | 1-3      | Diss (10’), Zemit (65’ s.p), Hamiti (81’) | Ifticène            | Rapport    |
| 24 janvier 2008      | 18e journée | ASO Chlef             | Blida - Stade Mustapha-Tchaker       | 1-1      | Chehloul (79’)                            | Ifticène            | Rapport    |
| 31 janvier 2008      | 19e journée | ES Sétif              | Sétif - Stade du 8-Mai-1945          | 0-0      | -                                         | Ifticène            | Rapport    |
| 7 février 2008       | 20e journée | NA Hussein Dey        | Blida - Stade Mustapha-Tchaker       | 1-1      | Endzanga (17')                            | Ifticène            | Rapport    |
| 14 février 2008      | 21e journée | CR Belouizdad         | Alger - Stade du 20-Août             | 0-0      | -                                         | Ifticène            | Rapport    |
| 29 février 2008      | 22e journée | JS Kabylie            | Blida - Stade Mstapha-Tchaker        | 1-1      | Diss (45')                                | Ifticène            | Rapport    |
| 7 mars 2008          | 23e journée | USM Alger             | Alger - Stade Omar-Hamadi            | 2-0      | -                                         | Ifticène            | Rapport    |
| 13 mars 2008         | 24e journée | MC Saïda              | Blida - Stade Mustapha-Tchaker       | 2-1      | Hazi (45'), Chehloul (59')                | Ifticène            | Rapport    |
| 31 mars 2008         | 25e journée | USM Annaba            | Annaba - Stade du 19-Mai-56          | 2-0      | -                                         | Ifticène            | Rapport    |
| 17 avril 2008        | 26e journée | OMR El Anasser        | Blida - Stade Mustapha-Tchaker       | 1-1      | Hamiti (12’)                              | Ifticène            | Rapport    |
| 21 avril 2008        | 27e journée | JSM Béjaia            | Béjaïa - Stade de l'Unité Maghrébine | 2-1      | Hamiti (49’)                              | Ifticène            | Rapport    |
| 5 mai 2008           | 28e journée | CA Bordj Bou Arreridj | Blida - Stade Mustapha-Tchaker       | 1-0      | Diss (60')                                | Ifticène            | Rapport    |
| 12 mai 2008          | 29e journée | MC Oran               | Oran - Stade Habib-Bouakeul          | 1-0      | -                                         | Ifticène            | Rapport    |
| 26 mai 2008          | 30e journée | WA Tlemcen            | Blida - Stade Mustapha-Tchaker       | 3-1      | Herbache (51’), Zmit (61’), Hamiti (78’)  | Ifticène            | Rapport    |

- (R) : match retard

#### Classement final
Le classement est établi sur le barème de points suivant : une victoire vaut 3 points, un match nul 1 point et une défaite 0 point.
| Rang | Équipe                | Pts | J  | G  | N  | P  | Bp | Bc | Diff |
| ---- | --------------------- | --- | -- | -- | -- | -- | -- | -- | ---- |
| 1    | JS Kabylie            | 59  | 30 | 18 | 5  | 7  | 46 | 24 | +22  |
| 2    | ASO Chlef             | 49  | 30 | 13 | 10 | 7  | 29 | 22 | +7   |
| 3    | ES Sétif T -1         | 43  | 30 | 12 | 8  | 10 | 32 | 27 | +5   |
| 4    | USM Alger             | 42  | 30 | 12 | 6  | 12 | 32 | 27 | +5   |
| 5    | USM Annaba P          | 42  | 30 | 12 | 6  | 12 | 36 | 37 | -1   |
| 6    | MC Saïda P            | 42  | 30 | 11 | 9  | 10 | 32 | 38 | -6   |
| 7    | MC Alger S            | 39  | 30 | 9  | 12 | 9  | 26 | 25 | +1   |
| 8    | JSM Béjaïa C          | 39  | 30 | 9  | 12 | 9  | 38 | 40 | -2   |
| 9    | AS Khroub P           | 39  | 30 | 10 | 9  | 11 | 26 | 28 | -2   |
| 10   | CR Belouizdad         | 38  | 30 | 8  | 14 | 8  | 21 | 21 | 0    |
| 11   | NA Hussein Dey        | 38  | 30 | 10 | 8  | 12 | 35 | 38 | -3   |
| 12   | CA Bordj Bou Arreridj | 38  | 30 | 10 | 8  | 12 | 25 | 28 | -3   |
| 13   | USM Blida             | 37  | 30 | 9  | 10 | 11 | 33 | 34 | -1   |
| 14   | MC Oran               | 37  | 30 | 10 | 7  | 13 | 28 | 34 | -6   |
| 15   | OMR El Anasser        | 36  | 30 | 9  | 9  | 12 | 25 | 30 | -5   |
| 16   | WA Tlemcen            | 30  | 30 | 7  | 9  | 14 | 28 | 39 | -11  |

Résultat
- Qualifié pour la Ligue des champions 2009
- Qualifié pour la Coupe de la confédération 2009
- Qualifié pour la Ligue des champions arabes 2008-2009

Relégation
- Relégation en Division 2

Abréviations
T : Tenant du titre

S : Vainqueur de la Supercoupe d'Algérie 2007

C : Vainqueur de la Coupe d'Algérie 2007-2008

P : Promus de Division 2

-1 : 1 point de pénalité

### Coupe d'Algérie

#### Rencontres
| Date            | Tour          | Adversaire            | Stade (ville)                      | Résultat        | Buteurs pour l'USMB    | Références |
| 10 janvier 2008 | 32e de finale | MO Constantine        | BBA - Stade du 20-Août             | 1-0             | Rebih 45e              | Rapport    |
| 21 février 2008 | 16e de finale | CA Bordj Bou Arreridj | Tizi Ouzou - Stade du 1er-Novembre | 2-2 (t.a.b 1-4) | Endzanga 15e, Zmit 92e | Rapport    |
| 20 mars 2008    | 8e de finale  | CR Belouizdad         | Bouira - Stade OPOW                | 3-3 (t.a.b 4-2) | Endzanga 7e 34e 108e   | Rappor     |

## Meilleurs buteurs
| Rang | Joueur                | Cham. | Coupe | Total |
| ---- | --------------------- | ----- | ----- | ----- |
| 1    | Hamid Chahloul        | 9     | 0     | 9     |
| 2    | Wilfried Endzanga     | 4     | 4     | 8     |
| 3    | Farès Hemitti         | 4     | 0     | 4     |
| 3    | Boubaker Rebih        | 3     | 1     | 4     |
| 4    | Zoubir Zmit           | 2     | 1     | 3     |
| 4    | Smaïl Diss            | 3     | 0     | 3     |
| 5    | Chems Eddine Chellali | 2     | 0     | 2     |
| 6    | Ayache Belaoued       | 1     | 0     | 1     |
| 6    | Rachid Behilil        | 1     | 0     | 1     |
| 6    | Rabah Hazi            | 1     | 0     | 1     |
| 6    | Abderaouf Zemmouchi   | 1     | 0     | 1     |
| 6    | Bilel Herbache        | 1     | 0     | 1     |
|      | But contre son camp   | 1     | 0     | 1     |
|      | Total                 | 33    | 6     | 39    |